# Palazzo dei Leoni
Il palazzo dei Leoni è un edificio storico della città di Messina, sede della provincia, poi città metropolitana siciliana.

## Storia
Fu costruito tra il 1915 e il 1918 sul sito della Casa Professa dei Gesuiti, edificio cinquecentesco sede del consiglio provinciale e distrutto dal terremoto del 1908. L'edificio, progettato da Alessandro Giunta è stato inaugurato il 21 luglio 1918.
Le sedute del consiglio provinciale si tennero fino al 1918 presso una baracca nel Piano della Mosella, mentre la prima seduta all'interno del palazzo si terrà il 30 novembre 1918.